# بی‌دی-۱۲° ۱۳۴
بی‌دی-۱۲° ۱۳۴ یک ستاره است که در صورت فلکی نهنگ قرار دارد.